# Duarte Nuno di Braganza
Duarte Nuno di Braganza (Schloss Seebenstein, 23 settembre 1907 – Lisbona, 24 dicembre 1976) fu duca di Braganza e pretendente al trono portoghese dal 1920 fino alla sua morte.

## Biografia

### Infanzia
Duarte Nuno Fernando Maria Miguel Gabriel Rafael Francisco Xavier Raimundo Antonio di Braganza era figlio di Michele Gennaro di Braganza, pretendente al trono portoghese, duca di Braganza e della sua seconda moglie, la principessa Maria Teresa di Löwenstein-Wertheim-Rosenberg; aveva due fratellastri e otto sorelle, tutti maggiori di lui. I suoi nonni paterni erano Michele di Portogallo e Adelaide di Löwenstein-Wertheim-Rosenberg, quelli materni Carlo I di Löwenstein-Wertheim-Rosenberg e la principessa Sofia del Liechtenstein.
Il padre di Duarte Nuno, Dom Michele Duca di Braganza, e la sua famiglia erano stati mandati in esilio in seguito alla sconfitta contro le truppe fedeli alla regina Maria II di Portogallo, liberale e costituzionalista. Malgrado questo, l'imperatore Francesco Giuseppe I d'Austria concesse il privilegio dell'extraterritorialità a Schloss Seebenstein affinché Duarte Nuno e i suoi fratelli potessero legalmente nascere in territorio portoghese, venendo così compresi nella legge portoghese di successione. Il giorno dopo la sua nascita, Duarte Nuno fu battezzato a Seebenstein: i suoi padrini furono sua zia l'infanta Adelgonda e il marito di un'altra zia, l'infante Alfonso Carlo di Borbone-Spagna, duca di San Jaime (entrambi rappresentati per procura).

### Successione come sovrano michelista

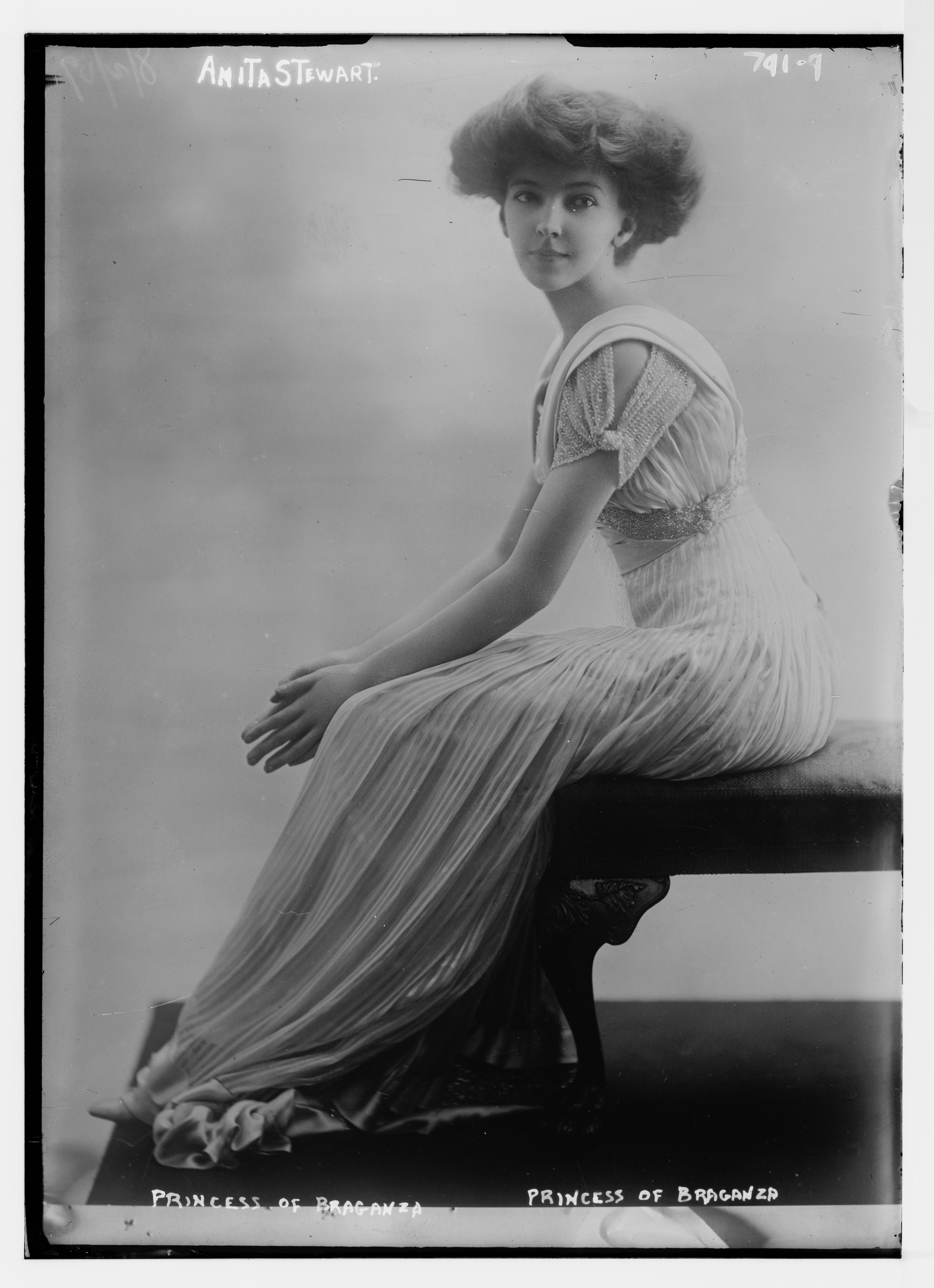
Anita Stewart, principessa di Braganza

Il fratello maggiore di Duarte Nuno, Francesco, morì il 21 luglio 1919 e l'altro, Michele, il 21 luglio 1920 rinunciò ai propri diritti dinastici per sposare la sua compagna, un'ereditiera americana, Anita Stewart: dieci giorni dopo, il 31 luglio 1920, il padre di Duarte Nuno, Dom Michele II, abdicò ai propri diritti di pretendente in favore di Duarte Nuno, allora tredicenne. I Michelisti lo riconobbero come re Duarte II del Portogallo, anche se il Portogallo si era trasformato in una repubblica nel 1910 e aveva mandato in esilio il re Manuele II di Portogallo, pro-pro-nipote di Maria II. Duarte Nuno, come il padre, portò il titolo di duca di Braganza.
In considerazione della sua giovanissima età, sua zia l'infanta Adelgonda duchessa di Guimarães, ebbe funzioni di reggente fino alla sua maggior età e, nel 1921, rese pubblico un manifesto che descriveva gli obiettivi della famiglia per il ripristino della monarchia. L'abdicazione del padre di Duarte Nuno fu considerata un modo per migliorare i rapporti fra i due gruppi monarchici nel Portogallo, i sostenitori della linea di Manuele II e quelli della linea michelista.

### Educazione
Le prime insegnanti private di Duarte Nuno furono due signore portoghesi, Maria Luisa Castelo e Maria das Dores de Sousa Prego, poi un monaco benedettino, fra Estevao del monastero di Cucujaes. Frequentò le scuole nell'abbazia di Ettal in Baviera e in quella di Clairvaux in Francia e completò la sua formazione a Ratisbona. Si laureò in scienze agricole dall'Università di Tolosa. Anche se gli era proibito l'ingresso in Portogallo dalla legge dell'esilio contro i discendenti di Michele I, visitò il paese in segreto nel 1929.

### Successione come sovrano costituzionale
Il sovrano portoghese in esilio, Manuele II, dopo la morte di suo zio Alfonso di Braganza nel 1920, non aveva avuto parenti prossimi atti alla successione secondo la legge costituzionale portoghese del 1826 (di nuovo in vigore dal 1842 fino alla caduta della monarchia nel 1910). Il conflitto fra la linea michelista e i discendenti di Maria II non verteva solo su chi dovesse essere il sovrano, ma anche su quanto potere gli sarebbe dovuto spettare: i primi erano favorevoli ad una monarchia tradizionalista di stampo assolutistico, i secondi in una monarchia costituzionale.
Nel 1912 Dom Michele aveva incontrato Manuele II per cercare di giungere ad un accordo in modo che non ci fossero due pretendenti al trono, entrambi in esilio: i loro rappresentanti firmarono il patto di Dover da cui Dom Michele riconosceva Manuele II come re, mentre Manuele II riconosceva i diritti di successione di Duarte Nuno se Manuele stesso e suo zio Alfonso fossero morti senza discendenti. Il patto fu decisamente impopolare tra i sostenitori di entrambi, fino a spingere molti a sostenere che non sia mai stato realmente firmato. Il 17 aprile 1922, un secondo accordo chiamato Patto di Parigi fu firmato dai rappresentanti di Duarte Nuno e di Manuele II: il sovrano acconsentiva che le Cortes avrebbero dovuto scegliere il suo erede, se fosse morto senza eredi, mentre Duarte Nuno chiedeva ai suoi sostenitori di accettare Manuele II come re. In senso stretto il patto di Dover e il patto di Parigi erano soltanto accordi riservati privi di alcun valore legale: come sovrano costituzionale Manuele II non poteva agire in modo simile senza il consenso delle Cortes, ma questi accordi erano punti importanti nella riconciliazione delle due linee dei Braganza nel convergere verso un movimento unito di monarchici.
Dom Michele duca di Braganza morì nel 1927 e Manuele II il 2 luglio 1932: da allora la vasta maggioranza dei monarchici d'ambo i fronti sostennero Duarte Nuno come pretendente al trono portoghese. João António de Azevedo Coutinho, capo della Causa Monarchica e rappresentante del sovrano esiliato Manuele II in Portogallo, pubblicò una dichiarazione a sostegno di Duarte Nuno Poco tempo dopo Duarte Nuno fu ricevuto pubblicamente a Parigi dalla madre di Manuele II, la regina vedova Amelia.
Benché Duarte Nuno fosse accettato dalla vasta maggioranza dei monarchici, ci furono alcuni sostenitori della monarchia costituzionale che ne contestarono la legittimità: Duarte Nuno era indubbiamente l'erede legale di suo nonno, Michele I, ma c'erano dubbi se fosse legalmente anche l'erede dell'ultimo re del Portogallo Manuele II. Gli articoli 87 e 88 della Costituzionale del 1826 (in vigore fino al 1910, quando cadde la monarchia) dichiarano che il trono deve passare in primo luogo ai discendenti della regina Maria II (dalla quale Duarte Nuno non discendeva) e soltanto quando questi si fossero estinti sarebbe passato agli eredi collaterali. Esistevano ancora discendenti in vita di Maria II, ma tutti privi della nazionalità portoghese e l'articolo 89 della Costituzione del 1826 dichiarato che "nessuno straniero può succedere alla Corona del regno dil Portogallo".
Esistevano infatti dubbi sulla nazionalità di Duarte Nuno. Il nonno di Duarte Nuno era stato mandato in esilio dalla legge del 19 dicembre 1834 e né Duarte Nuno né suo padre erano nati in Portogallo, ma l'imperatore Francesco Giuseppe d'Austria aveva concesso l'extraterritorialità al luogo di nascita di Duarte Nuno e della terra portoghese era stata messa sotto il letto in cui era nato. L'articolo 8 della Costituzionale del 1826 sanciva che la cittadinanza portoghese era persa "da coloro che banditi da una sentenza giudiziaria". Il fatto che Duarte Nuno e suo padre non fossero esattamente nati in Portogallo e il fatto che la loro famiglia fosse stata esiliata, poteva essere usata contro di loro dai loro avversari: la linea di Dom Duarte non era stata bandita con una sentenza giudiziaria ma la costituzione del 1834 in vigore ai tempi dell'esilio di Michele I non proteggeva la cittadinanza di coloro che erano esiliati per legge. D'altra parte, quando la Costituzionale del 1826 venne reintegrata nel 1842, annullò la clausola che privava Michele I e i suoi eredi dei diritti di successione dinastici e, inoltre, il loro bando non era stato sancito dalla Costituzione, ma da una legge separata non abrogata fino al 1950.
Una piccola minoranza dei monarchici cercarono un altro candidato al trono. L'erede genealogico di Manuele II era il principe ereditario Giorgio di Sassonia (un pro-nipote di Maria II): questi però non era portoghese (requisito necessario della legge portoghese di successione) ed era inoltre un prete cattolico. L'erede del fratello minore di Maria II, l'imperatore Pietro II del Brasile, era il principe Pietro d'Orléans-Braganza: neppure lui era portoghese, ma il fatto che fosse brasiliano e quindi imbevuto di cultura portoghese lo rese un candidato in qualche modo attraente. Il più prossimo erede che fosse indubbiamente portoghese era Costanza Berquo de Mendoça, quarta duchessa di Loulé (una pro-pro-pronipote del re Giovanni VI di Portogallo). Infine un'altra donna, Maria Pia di Sassonia Coburgo Braganza, sostenne di essere la figlia illegittima di Carlo I di Portogallo e di avere diritti di successione; i suoi sostenitori giocarono sulla rivalità tradizionale fra la linea michelista e quella primogenita dei Braganza.

### Matrimonio

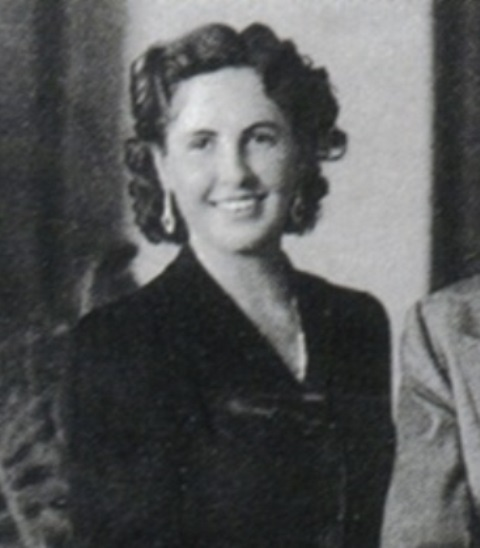
La principessa Francesca d'Orléans-Braganza nel 1942

Il 15 ottobre 1942, nella cattedrale di Petrópolis in Brasile, Duarte Nuno sposò la principessa Francesca d'Orléans-Braganza (8 settembre 1914 - 15 gennaio 1968): l'unione fu particolarmente popolare poiché Maria Francesca era la discendente dell'imperatore Pietro II del Brasile, fratello minore della regina Maria II del Portogallo. Il matrimonio unì così le due linee rivali della famiglia reale portoghese; inoltre Maria Francesca e la sua famiglia erano considerati rappresentanti di una monarchia liberale in contrasto con il tradizionalismo della famiglia di Duarte Nuno.

### Cessione del titolo del 1816 di Duca di Braganza
Nel 1945 il fratello di Maria Francesca, il principe Pietro Gastone d'Orlèans-Braganza cedette a lei e ai suoi eredi i diritti al titolo del Duca di Braganza, creato nel 1816 per il suo bis-bisnonno, l'imperatore Pietro I del Brasile.
Nel 1826, Pietro di Braganza era divenuto re Pietro IV del Portogallo: due mesi dopo aveva dovuto abdicare in favore della figlia Maria II, rimanendo imperatore del Brasile. Alcuni giuristi osservarono che Pietro aveva continuato ad essere duca di Braganza: aveva usato questo titolo dopo la sua abdicazione da imperatore del Brasile, sia durante il ritorno in Portogallo nel 1831 che dopo, fino alla sua morte, avvenuta nel 1834. Il titolo era passato al figlio ed erede, l'imperatore Pietro II del Brasile, che lo usò dopo la deposizione del 1889 nel suo esilio in Francia. Il titolo venne poi ereditato dalla figlia Isabella, la principessa Imperiale del Brasile, poi dal suo figlio primogenito il principe Pietro d'Orléans-Braganza e, infine, dal figlio di questi, il principe Pietro Gastone d'Orléans-Braganza. Secondo legge portoghese sull'aristocrazia, il principe Pietro Gastone poteva alterare la successione al titolo cedendolo sua sorella: di conseguenza Duarte Nuno considerò sua moglie ed egli stesso come i legittimi possessori del titolo di duca di Braganza dalla sua creazione nel 1816.

### Ritorno in patria
Il 27 maggio 1950 l'Assemblea Nazionale abrogò le leggi d'esilio del 19 dicembre 1834 e del 15 ottobre 1910. Duarte Nuno, tuttavia, non tornò in Portogallo fino al 1952, dopo un incidente in macchina a Thionville dove fu ferito seriamente: gli fu donata una casa dalla Fundação Casa de Bragança.
Durante la metà degli anni 50' Duarte Nuno di Braganza si diede al mondo delle corse acquisendo delle Ferrari, delle Alfa Romeo, e una Maserati A6G 2000 e una Maserati A6G 54, la prima auto con cui corse fu un'Alfa Romeo 1900C Super Sprint Zagato.
Le corse furono l'unico periodo esaltante nella vita del Duca di Braganza, che visse quasi sempre nell'infelicità

### Ultimi anni e morte
Il dittatore portoghese António de Oliveira Salazar aveva meditato nel 1951 di ristabilire la monarchia, dopo la morte del presidente António Óscar Carmona, ma preferì poi mantenere un Capo di Stato come stabilito nella costituzione del 1933. Nel 1974 Duarte Nuno regalò la sua residenza, il Palácio de São Marcos, all'università di Coimbra e da allora fino alla morte, nel 1976, visse nel Portogallo meridionale con la sua sorella nubile, l'infanta Filippa.
Duarte Nuno fu gran maestro dell'Ordine dell'Immacolata Concezione di Vila Viçosa, sovrano dell'Ordine di Santa Isabella, balivo di Gran Croce d'Onore e Devozione del Sovrano Militare Ordine di Malta e cavaliere dell'Ordine del Toson d'oro (ramo austriaco).
Duarte Nuno è sepolto nel monastero agostiniano di Vila Viçosa, tradizionale luogo di sepoltura dei Duchi di Braganza.

## Discendenza
Duarte Nuno e Francesca d'Orléans-Braganza ebbero tre figli: 
- Duarte Pio di Braganza (1945 - viv.)
- Michele di Braganza (1946 - viv).
- Enrico di Braganza (1949 - 2017).

## Ascendenza
|                                               |                                             |                                                | Genitori                                         |  |  | Nonni |  |  | Bisnonni                   |  |  | Trisnonni                 |  |
|                                               |                                             |                                                |                                                  |  |  |       |  |  | Giovanni VI del Portogallo |  |  | Pietro III del Portogallo |  |
|                                               |                                             |                                                |                                                  |  |  |       |  |  | Giovanni VI del Portogallo |  |  | Pietro III del Portogallo |  |
|                                               |                                             | Maria I del Portogallo                         |                                                  |  |  |       |  |  | Giovanni VI del Portogallo |  |  |                           |  |
| Michele I del Portogallo                      |                                             |                                                |                                                  |  |  |       |  |  | Giovanni VI del Portogallo |  |  |                           |  |
|                                               |                                             | Carlotta Gioacchina di Borbone-Spagna          | Carlo IV di Spagna                               |  |  |       |  |  |                            |  |  |                           |  |
|                                               |                                             | Carlotta Gioacchina di Borbone-Spagna          | Carlo IV di Spagna                               |  |  |       |  |  |                            |  |  |                           |  |
|                                               |                                             | Carlotta Gioacchina di Borbone-Spagna          | Maria Luisa di Borbone-Parma                     |  |  |       |  |  |                            |  |  |                           |  |
| Michele Gennaro di Braganza                   |                                             | Carlotta Gioacchina di Borbone-Spagna          |                                                  |  |  |       |  |  |                            |  |  |                           |  |
|                                               |                                             | Costantino di Löwenstein-Wertheim-Rosenberg    | Carlo Tommaso di Löwenstein-Wertheim-Rosenberg   |  |  |       |  |  |                            |  |  |                           |  |
|                                               |                                             | Costantino di Löwenstein-Wertheim-Rosenberg    | Carlo Tommaso di Löwenstein-Wertheim-Rosenberg   |  |  |       |  |  |                            |  |  |                           |  |
|                                               |                                             | Costantino di Löwenstein-Wertheim-Rosenberg    | Sofia di Windisch-Grätz                          |  |  |       |  |  |                            |  |  |                           |  |
| Adelaide di Löwenstein-Wertheim-Rosenberg     |                                             | Costantino di Löwenstein-Wertheim-Rosenberg    |                                                  |  |  |       |  |  |                            |  |  |                           |  |
|                                               |                                             | Agnese di Hohenlohe-Langenburg                 | Carlo Ludovico I di Hohenlohe-Langenburg         |  |  |       |  |  |                            |  |  |                           |  |
|                                               |                                             | Agnese di Hohenlohe-Langenburg                 | Carlo Ludovico I di Hohenlohe-Langenburg         |  |  |       |  |  |                            |  |  |                           |  |
|                                               |                                             | Agnese di Hohenlohe-Langenburg                 | Amalia Enrichetta di Solms-Baruth                |  |  |       |  |  |                            |  |  |                           |  |
| Duarte Nuno di Braganza                       |                                             | Agnese di Hohenlohe-Langenburg                 |                                                  |  |  |       |  |  |                            |  |  |                           |  |
|                                               | Costantino di Löwenstein-Wertheim-Rosenberg | Carlo Tommaso di Löwenstein-Wertheim-Rosenberg |                                                  |  |  |       |  |  |                            |  |  |                           |  |
|                                               | Costantino di Löwenstein-Wertheim-Rosenberg | Carlo Tommaso di Löwenstein-Wertheim-Rosenberg |                                                  |  |  |       |  |  |                            |  |  |                           |  |
|                                               | Costantino di Löwenstein-Wertheim-Rosenberg | Sofia di Windisch-Grätz                        |                                                  |  |  |       |  |  |                            |  |  |                           |  |
| Carlo I di Löwenstein-Wertheim-Rosenberg      | Costantino di Löwenstein-Wertheim-Rosenberg |                                                |                                                  |  |  |       |  |  |                            |  |  |                           |  |
|                                               |                                             | Agnese di Hohenlohe-Langenburg                 | Carlo Ludovico I di Hohenlohe-Langenburg         |  |  |       |  |  |                            |  |  |                           |  |
|                                               |                                             | Agnese di Hohenlohe-Langenburg                 | Carlo Ludovico I di Hohenlohe-Langenburg         |  |  |       |  |  |                            |  |  |                           |  |
|                                               |                                             | Agnese di Hohenlohe-Langenburg                 | Amalia Enrichetta di Solms-Baruth                |  |  |       |  |  |                            |  |  |                           |  |
| Maria Teresa di Löwenstein-Wertheim-Rosenberg |                                             | Agnese di Hohenlohe-Langenburg                 |                                                  |  |  |       |  |  |                            |  |  |                           |  |
|                                               |                                             | Luigi II del Liechtenstein                     | Giovanni I Giuseppe del Liechtenstein            |  |  |       |  |  |                            |  |  |                           |  |
|                                               |                                             | Luigi II del Liechtenstein                     | Giovanni I Giuseppe del Liechtenstein            |  |  |       |  |  |                            |  |  |                           |  |
|                                               |                                             | Luigi II del Liechtenstein                     | Giuseppa di Fürstenberg-Weitra                   |  |  |       |  |  |                            |  |  |                           |  |
| Sofia del Liechtenstein                       |                                             | Luigi II del Liechtenstein                     |                                                  |  |  |       |  |  |                            |  |  |                           |  |
|                                               |                                             | Franziska Kinsky von Wchinitz und Tettau       | Francesco di Paola Kinsky di Wchinitz und Tettau |  |  |       |  |  |                            |  |  |                           |  |
|                                               |                                             | Franziska Kinsky von Wchinitz und Tettau       | Francesco di Paola Kinsky di Wchinitz und Tettau |  |  |       |  |  |                            |  |  |                           |  |
|                                               |                                             | Franziska Kinsky von Wchinitz und Tettau       | Teresa Antonia Barbara di Wrbna e Freudenthal    |  |  |       |  |  |                            |  |  |                           |  |
|                                               |                                             | Franziska Kinsky von Wchinitz und Tettau       |                                                  |  |  |       |  |  |                            |  |  |                           |  |